# Mortal Kombat: Legacy
Mortal Kombat: Legacy est une websérie américaine réalisée par Kevin Tancharoen, de 9 épisodes en ligne depuis le 11 avril 2011. La série est une adaptation de la série de jeux vidéo de combat Mortal Kombat, chaque épisode présente les personnages principaux et leurs motivations à participer au tournoi Mortal Kombat.

## Historique
Une bande-annonce, réalisée par Kevin Tancharoen, est lancée en 2010 sur la toile autour d'un éventuel film sur Mortal Kombat qui serait secrètement en développement. Kevin Tancharoen aurait mis en scène ce court-métrage, qui présente une relecture réaliste de l'histoire du jeu et tourné avec très peu de moyens et en un mois, seulement afin de créer un buzz sur YouTube, le site de partage vidéo. Cette bande-annonce était un canular car aucun film n'était en développement et aucun droit n'avait été acquis. La finalité était de faire en sorte que la Warner, ayant racheté les droits sur Mortal Kombat, le laisse développer un film autour de cette franchise. Les internautes l'ont surnommé Mortal Kombat: Rebirth pour souligner la nouvelle approche de la licence. Dans le même temps, le jeu vidéo Mortal Kombat 2011 est en développement dans les studios de la Warner. Finalement, malgré la bonne réception et le soutien des fans, Kevin Tancharoen n'a pas l'autorisation de tourner un film mais obtient les droits pour lancer une web-série Mortal Kombat : Legacy.

## Personnages (Saison 1)
- Michael Jai White : Major Jackson "Jax" Briggs, un agent de la police de Deacon City, supérieur de Sonya, qui enquête sur le cartel du Dragon Noir et son chef, Kano.
- Jeri Ryan : Sonya Blade, lieutenant de police à Deacon City.
- Darren Shahlavi : Kano, un criminel violent ayant un lourd passé avec Jax et Sonya.
- Matt Mullins : Johnny Cage, un maître d'arts martiaux devenu acteur de films d'action, désormais sur le déclin après avoir connu le succès dans un rôle de Power Rangers et plusieurs films télévisés. Son ego démesuré lui a coûté sa place.
- Samantha Jo : Kitana, princesse déchue du royaume d'Edenia, fille du roi Jerrod et de la reine Sindel, élevée par Shao Kahn.
- Jolene Tran : Mileena, clone de Kitana possédant du sang de Tarkatan, créé sur ordre de Shao Kahn pour avoir une fille qui pourrait l'aimer.
- Ryan Robbins : Raiden, Dieu du Tonnerre et Protecteur de la Terre qui revient pour repousser l'invasion imminente de Shao Khan.
- Ian Anthony Dale : Hanzo Hasashi/Scorpion, général du clan Shirai Ryu clan passé maître dans le maniement du kunai.
- Kevan Ohtsji : Bi Han/Sub-Zero, ninja rival du clan Shirai Ryu.
- Shane Warren Jones : Cyrax, un assassin ninja du clan Lin Kuei devenu un cyborg malgré lui.
- Shane Warren Jones : Hydro, un des premiers Lin Kuei à être devenu un automate ninja
- Peter Shinkoda : Sektor, un assassin ninja du clan Lin Kuei devenu un cyborg de son plein gré, contrairement à Cyrax.
- Tahmoh Penikett : Lieutenant Kurtis Stryker, lieutenant de police à Deacon City.
- Johnson Phan : Shang Tsung, personnage mystérieux au service de Shao Kahn. Il a été vu lors de la création de Mileena, puis avec Johnny Cage, et enfin aux côtés de Quan Chi lors du massacre du clan de Scorpion.
- Aleks Paunovic : Shao Kahn, empereur de l'Outremonde qui a envahi Edenia, fusionné les deux royaumes, massacré le peuple d'Edenia et épousé sa reine, Sindel, et adopté sa fille, Kitana.
- Beatrice Ilg : Sindel, reine déchue d'Edenia, elle s'est donné la mort pour protéger sa fille Kitana de Shao Kahn.
- Fraser Aitcheson : Baraka, général des guerriers Tarkatans sous les ordres de Shao Kahn.
- Kirby Morrow : Roi Jerrod, déchu après l'invasion de Shao Kahn et en fuite.
- Michael Rogers : Quan Chi, un sorcier allié de Shang Tsung, qui offre une chance à Scorpion de revenir d'entre les morts pour se venger du clan de Sub-Zero.

## Personnages (Saison 2)
- Ian Anthony Dale : Hanzo Hasashi/Scorpion
- Cary-Hiroyuki Tagawa : Shang Tsung
- Mark Dacascos : Kung Lao
- Casper Van Dien : Johnny Cage
- Samantha Jo : Kitana
- Eric Jacobus : Kurtis Stryker
- Dan Southworth : Kenshi
- Brian Tee : Liu Kang

### Personnages originaux
- Victor Lucas : lui-même, présentateur de The Electric Playground
- Ed Boon : Ed Goodman, un producteur
- Tracy Spiridakos : Blue, une patiente de l'hôpital psychiatrique où se trouve Raiden
- Peter Hall : Dr Gadsen, un psychiatre aux méthodes radicales
- Colin Foo : Grand Maître Lin Kuei, à la tête du clan Lin Kuei
- Serge Houde : le médecin à la tête du projet de transformation des hommes du clan Lin Kuei en cyborgs

## Saison 1
| № | Titre                                                  | Réalisation      | Scénario                                        | Première diffusion |
| --- | ------------------------------------------------------ | ---------------- | ----------------------------------------------- | ------------------ |
| 1 | Sonya Blade et Jax contre Black Dragon dirigé par Kano | Kevin Tancharoen | Kevin Tancharoen, Aaron Helbing et Todd Helbing |                    |
| Kano, criminel notoire, supervise l'acheminement de caisses suspectes dans une usine. Sonya Blade l'espionne et se prépare à intervenir. Son supérieur, Jackson Briggs, prépare l'arrivée des renforts avec l'agent Stryker. Mais Kano les attend. |                                                        |                  |                                                 |                    |
| 2 | Suite Sonya Blade et Jax vs Kano                       | Kevin Tancharoen | Kevin Tancharoen, Aaron Helbing et Todd Helbing |                    |
| Malgré l'avertissement de son supérieur hiérarchique, l'agent Jax décide de porter secours à Sonya Blade, retenue prisonnière par Kano. Les combats sont rudes et finissent dans l'explosion de l'entrepôt. Seule Sonya Blade s'en sort sans graves blessures : Jax est gravement touché au dos et aux bras, et Kano est récupéré par un médecin qui lui greffe un œil mécanique.                                                       |                                                        |                  |                                                 |                    |
| 3 | La carrière de Johnny Cage                             | Kevin Tancharoen | Aaron Helbing et Todd Helbing                   |                    |
| Johnny Cage, star du cinéma d'action, voit sa carrière sombrer petit à petit. Les concepts d'émissions qu'il propose aux producteurs ne les séduisent pas. Un beau jour, il découvre par hasard que l'un de ses concepts refusés a été offert à une jeune star montante. Il entre alors dans une rage folle et passe à tabac son ancien producteur et les gardes, quand soudain, le temps se fige et un homme lui fait une proposition. |                                                        |                  |                                                 |                    |
| 4 | L'histoire de Kitana et Mileena                        | Kevin Tancharoen | Aaron Helbing et Todd Helbing                   |                    |
| Shao Khan a envahi le royaume d'Aeden, brisant la paix de ce monde, fait traquer le roi par ses hommes de main Tarkatans, menés par Baraka. Le roi fuit, laissant sa femme Sindel et sa fille nouveau-né, Kitana. Shao Khan décide de s'emparer du trône et d'élever Kitana, mais par crainte de la voir lui échapper un jour, il fait créer Mileena, une sœur de Kitana avec du sang Tarkatan.                                         |                                                        |                  |                                                 |                    |
| 5 | Suite de Kitana et Mileena                             | Kevin Tancharoen | Aaron Helbing et Todd Helbing                   |                    |
| Les deux filles grandissent, devenant à la fois coéquipières et rivales. Une fois formées, Shao Khan les envoie traquer le roi et tuer toutes ses doublures. Mais un soir, elles retrouvent le vrai roi, qui a le temps de révéler la vérité à Kitana avant que Mileena ne le tue. Dès lors, la princesse voit les plans de son « père » différemment.                                                                                  |                                                        |                  |                                                 |                    |
| 6 | Retour au réalisme avec Raiden                         | Kevin Tancharoen | Aaron Helbing et Todd Helbing                   |                    |
| Le dieu du tonnerre, Raiden, arrive sur Terre dans la cour d'un asile psychiatrique. Privé de ses pouvoirs, il ne peut s'échapper de l'établissement. Il surmonte pourtant les thérapies et les lobotomies répétées. Finalement, il s'échappe grâce à une patiente suicidaire, qui le poignarde afin que son corps se reconstitue ailleurs. Raiden réapparait en Chine, en pleine possession de ses moyens.                             |                                                        |                  |                                                 |                    |
| 7 | L'histoire de Scorpion                                 | Kevin Tancharoen | Kevin Tancharoen                                |                    |
| Hanzo Hasashi, un combattant passé maître dans l'art du maniement du kunai, se prépare à recevoir la visite du shogun dans sa province. Le jour de son arrivée, Hanzo est demandé au château où réside le shogun ; il s'agit d'un piège tendu par Bi-Han, son rival, qui a tué le shogun et profite de l'absence de Hanzo dans son village pour massacrer les habitants.                                                                |                                                        |                  |                                                 |                    |
| 8 | Suite de Scorpion                                      | Kevin Tancharoen | Kevin Tancharoen                                |                    |
| Hanzo prend le dessus sur Bi-Han, mais arrivé au village, il est trop tard : tous les habitants sont morts, y compris sa femme et son fils. Il accepte donc la mort donnée par Bi-Han. Cependant, le tueur n'est pas Bi-Han, mais le sorcier Quan Chi, qui parvient à faire renaitre Hanzo en un mort-vivant ayant le contrôle du feu : Scorpion.                                                                                       |                                                        |                  |                                                 |                    |
| 9 | Cyrax et Sektor                                        | Kevin Tancharoen | Kevin Tancharoen                                |                    |
| Assassins du clan Lin Kuei, Cyrax et Sektor vont bientôt être robotisés afin de devenir des tueurs plus performants. Si Sektor est ravi de subir cette transformation, Cyrax, lui, est beaucoup moins enthousiaste. Après les premiers tests en combat réel, les superviseurs du projet prévoient la mécanisation du clan complet. |                                                        |                  |                                                 |                    |

## Saison 2
1. Liu Kang and Kung Lao reunite in Macau
2. The Cause of Liu Kangs Fall Is Revealed
3. Kenshi's Origin Story Begins
4. Kenshi Encounters Ermac in Past and Present
5. Kitana and Mileena Arrive at the Tournament
6. Johnny Cage Is Recruited
7. Scorpion and Sub-Zero Form a Truce
8. Scorpion and Sub-Zero Battle
9. Liu Kang Is Approached to Fight for Outworld
10. Liu Kang and Kung Lao Meet on the Battlefield